# Richard Owubokiri
Richard "Ricky" Daddy Owubokiri (ur. 15 lipca 1961 w Port Harcourt) – nigeryjski piłkarz grający na pozycji napastnika. W swojej karierze grał w reprezentacji Nigerii.

## Kariera klubowa
Swoją karierę piłkarską Owubokiri rozpoczął w klubie Sharks FC. W 1978 roku zadebiutował w jego barwach w pierwszej lidze nigeryjskiej. Grał w nim przez trzy sezony, po czym w 1981 roku odszedł do ACB Lagos FC. Zawodnikiem ACB był przez dwa sezony. W 1983 roku wyjechał do Brazylii i najpierw przez rok grał w America FC, a następnie przez trzy lata w EC Vitória.
W 1986 roku Owubokiri został piłkarzem francuskiego klubu Stade Lavallois. Swój debiut w nim w pierwszej lidze francuskiej zaliczył 7 sierpnia 1986 w zremisowanym 1:1 domowym meczu z RC Lens, w którym strzelił gola. Zawodnikiem Stade Lavallois był przez sezon.
W 1987 roku Owubokiri przeszedł do FC Metz. Swój debiut w nim zanotował 17 lipca 1987 w przegranym 2:3 wyjazdowym meczu z Girondins Bordeaux, w którym strzelił bramkę. W sezonie 1987/1988 zdobył z Metz Puchar Francji.
W 1988 roku Owuobikiri został zawodnikiem Benfiki. W Benfice zadebiutował 30 grudnia 1988 w przegranym 1:2 wyjazdowym spotkaniu z Boavistą. Wraz z Benfiką wywalczył mistrzostwo Portugalii w sezonie 1988/1989.
Latem 1989 Owubokiri odszedł z Benfiki do Estreli Amadora. Swój debiut w Estreli zaliczył 18 sierpnia 1989 w przegranym 0:1 wyjazdowym meczu z SC Braga. W sezonie 1989/1990 zdobył z Estrelą Puchar Portugalii. W Estreli grał do końca sezonu 1990/1991.
W 1991 Owubokiri został piłkarzem Boavisty. Swój debiut w Boaviście zanotował 16 sierpnia 1991 w wygranym 1:0 wyjazdowym meczu z Benfiką. W sezonie 1991/1992 z 30 golami został królem strzelców portugalskiej ligi oraz zdobył z Boavistą Puchar Portugalii. W Boaviście spędził trzy sezony.
W 1994 roku Owubokiri przeszedł do CF Os Belenenses. Zadebiutował w nim 30 grudnia 1994 w przegranym 1:2 domowym meczu z Vitórią SC i w debiucie strzelił gola. W Belenenses grał przez rok.
W sezonie 1995/1996 Owubokiri grał w katarskim klubie Al-Arabi SC. W sezonie 1995/1996 został z nim mistrzem Kataru, a z 16 golami został królem strzelców ligi. W sezonie 1996/1997, ostatnim w karierze był piłkarzem saudyjskiego Al-Hilal.
| Sezon   | Klub             | Kraj             | Rozgrywki                 | Mecze | Bramki |
| ------- | ---------------- | ---------------- | ------------------------- | ----- | ------ |
| 1978    | Sharks FC        | Nigeria          | I liga                    | ?     | ?      |
| 1979    | Sharks FC        | Nigeria          | I liga                    | ?     | ?      |
| 1980    | Sharks FC        | Nigeria          | I liga                    | ?     | ?      |
| 1981    | ACB Lagos FC     | Nigeria          | I liga                    | ?     | ?      |
| 1982    | ACB Lagos FC     | Nigeria          | I liga                    | ?     | ?      |
| 1983    | America FC       | Brazylia         | Série A                   | ?     | ?      |
| 1984    | EC Vitória       | Brazylia         | Série C                   | ?     | ?      |
| 1985    | EC Vitória       | Brazylia         | Série C                   | ?     | ?      |
| 1986/87 | EC Vitória       | Brazylia         | Série A                   | ?     | ?      |
| 1986/87 | Stade Lavallois  | Francja          | Division 1                | 36    | 10     |
| 1987/88 | FC Metz          | Francja          | Division 1                | 32    | 8      |
| 1988/89 | FC Metz          | Francja          | Division 1                | 1     | 0      |
| 1988/89 | SL Benfica       | Portugalia       | Primeira Liga             | 4     | 0      |
| 1989/90 | Estrela Amadora  | Portugalia       | Primeira Liga             | 30    | 13     |
| 1990/91 | Estrela Amadora  | Portugalia       | Primeira Liga             | 38    | 15     |
| 1991/92 | Boavista FC      | Portugalia       | Primeira Liga             | 34    | 30     |
| 1992/93 | Boavista FC      | Portugalia       | Primeira Liga             | 28    | 14     |
| 1993/94 | Boavista FC      | Portugalia       | Primeira Liga             | 30    | 6      |
| 1994/95 | CF Os Belenenses | Portugalia       | Primeira Liga             | 8     | 1      |
| 1995/96 | Al-Arabi SC      | Katar            | Qatar Stars League        | ?     | 16     |
| 1996/97 | Al-Hilal         | Arabia Saudyjska | Saudi Professional League | ?     | ?      |

## Kariera reprezentacyjna
W reprezentacji Nigerii Owubokiri zadebiutował w 1982 roku. W tym samym roku został powołany do kadry na Puchar Narodów Afryki 1982. Na tym turnieju zagrał w jednym meczu grupowym, z Zambią (0:3). W kadrze narodowej grał do 1992 roku.